# Échauffour
Échauffour est une commune française, située dans le département de l'Orne en région Normandie.

## Géographie

### Localisation
La commune est situé aux confins du pays d'Ouche et de la campagne d'Alençon. Son bourg est à 4,5 km au nord-ouest de Sainte-Gauburge-Sainte-Colombe, à 9 km au nord-est du Merlerault, à 11 km au sud-est de Gacé et à 20 km à l'ouest de L'Aigle.
Elle se trouve dans la zone d'emploi et dans le bassin de vie de L'Aigle

### Communes limitrophes
Les communes limitrophes sont Orgères, Champ-Haut, Planches, Saint-Evroult-Notre-Dame-du-Bois, Sainte-Gauburge-Sainte-Colombe, Saint-Pierre-des-Loges et Merlerault-le-Pin.
| Orgères               | Orgères, Cisai-Saint-Aubin (par un angle) | Saint-Evroult-Notre-Dame-du-Bois |
| Champ-Haut            | Échauffour                                | Saint-Pierre-des-Loges           |
| Les Authieux-du-Puits | Planches, Sainte-Gauburge-Sainte-Colombe  | Sainte-Gauburge-Sainte-Colombe   |

### Géologie et relief
La superficie de la commune est de 33,14 km2 ; son altitude varie de 223  à   331 mètres.
Le territoire d'Échauffour est le plus étendu de l'ancien canton du Merlerault.

### Hydrographie

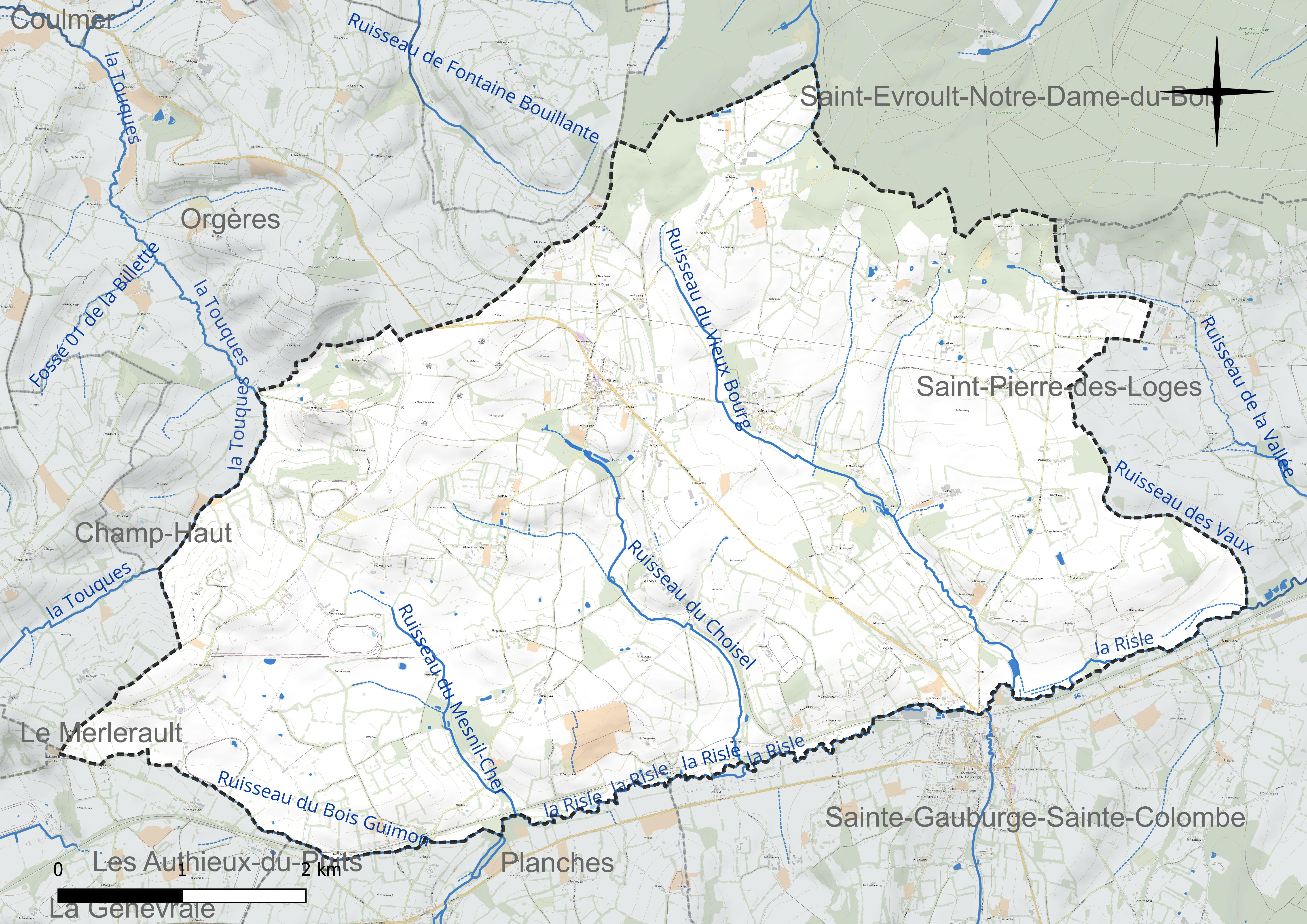
Réseau hydrographique d'Échauffour.

La commune est située dans le bassin Seine-Normandie. Elle est drainée par la Risle, la Touques, le ruisseau du Vieux Bourg, le fossé 02 de la commune de Echauffour, le fossé 03 de la commune de Echauffour, le fossé 04 de la commune de Echauffour, le fossé 05 de la commune de Echauffour, le ruisseau de la Vallée, le ruisseau de Tremont, le ruisseau du Bois Guimon, le ruisseau du Choisel et le ruisseau du Mesnil Cher,,.
La Risle, d'une longueur de 145 km, prend sa source dans la commune de Planches et se jette dans la Seine à Berville-sur-Mer, après avoir traversé 52 communes. 
La Touques, d'une longueur de 108 km, prend sa source dans la commune de Champ-Haut et se jette dans la baie de Seine en limite de Trouville-sur-Mer et de Deauville, après avoir traversé 42 communes. 

### Climat
Le climat qui caractérise la commune est qualifié, en 2010, de « climat océanique dégradé des plaines du Centre et du Nord », selon la typologie des climats de la France qui compte alors huit grands types de climats en métropole. En 2020, la commune ressort du type « climat océanique altéré » dans la classification établie par Météo-France, qui ne compte désormais, en première approche, que cinq grands types de climats en métropole. Il s’agit d’une zone de transition entre le climat océanique, le climat de montagne et le climat semi-continental. Les écarts de température entre hiver et été augmentent avec l'éloignement de la mer. La pluviométrie est plus faible qu'en bord de mer, sauf aux abords des reliefs.
Les paramètres climatiques qui ont permis d’établir la typologie de 2010 comportent six variables pour les températures et huit pour les précipitations, dont les valeurs correspondent à la normale 1971-2000. Les sept principales variables caractérisant la commune sont présentées dans l'encadré ci-après.
| Paramètres climatiques communaux sur la période 1971-2000 - Moyenne annuelle de température : 9,6 °C - Nombre de jours avec une température inférieure à −5 °C : 2,9 j - Nombre de jours avec une température supérieure à 30 °C : 2,5 j - Amplitude thermique annuelle : 13,9 °C - Cumuls annuels de précipitation : 837 mm - Nombre de jours de précipitation en janvier : 13,2 j - Nombre de jours de précipitation en juillet : 8,3 j |

Avec le changement climatique, ces variables ont évolué. Une étude réalisée en 2014 par la Direction générale de l'Énergie et du Climat complétée par des études régionales prévoit en effet que la  température moyenne devrait croître et la pluviométrie moyenne baisser, avec toutefois de fortes variations régionales. La station météorologique de Météo-France installée sur la commune et en service de 1968 à 2012 permet de connaître l'évolution des indicateurs météorologiques. Le tableau détaillé pour la période 1981-2010 est présenté ci-après.
| Mois                                  | jan.           | fév.           | mars           | avril           | mai             | juin           | jui.          | août           | sep.            | oct.          | nov.          | déc.           | année    |
| ------------------------------------- | -------------- | -------------- | -------------- | --------------- | --------------- | -------------- | ------------- | -------------- | --------------- | ------------- | ------------- | -------------- | -------- |
| Température minimale moyenne (°C)     | 1              | 0,8            | 2,8            | 4,3             | 7,8             | 10,4           | 12,4          | 12,5           | 10,1            | 7,4           | 3,8           | 1,5            | 6,3      |
| Température moyenne (°C)              | 3,5            | 3,9            | 6,7            | 9               | 12,7            | 15,6           | 17,8          | 17,8           | 14,9            | 11,2          | 6,7           | 4              | 10,4     |
| Température maximale moyenne (°C)     | 6              | 7,1            | 10,6           | 13,6            | 17,5            | 20,8           | 23,1          | 23,1           | 19,7            | 14,9          | 9,6           | 6,5            | 14,4     |
| Record de froid (°C) date du record   | −18 17.01.1985 | −15 10.02.1986 | −11 07.03.1971 | −5,5 12.04.1986 | −1,5 05.05.1979 | 2,5 07.06.1988 | 5 21.07.1970  | 4,5 31.08.1986 | 1 22.09.1986    | −4 30.10.1985 | −8 20.11.1985 | −11 29.12.1996 | −18 1985 |
| Record de chaleur (°C) date du record | 15 27.01.03    | 19 14.02.1998  | 23 24.03.1974  | 27 28.04.07     | 31 07.05.1976   | 36 25.06.1976  | 38 02.07.1976 | 38 10.08.03    | 33,5 04.09.1973 | 27 01.10.11   | 20 02.11.1982 | 16 07.12.00    | 38 2003  |
| Précipitations (mm)                   | 76,2           | 62,2           | 64,8           | 64,4            | 70,9            | 54,8           | 61,2          | 51,4           | 66,9            | 83,2          | 80,5          | 91,6           | 828,1    |

## Urbanisme

### Typologie
Au 1er janvier 2024, Échauffour est catégorisée commune rurale à habitat très dispersé, selon la nouvelle grille communale de densité à sept niveaux définie par l'Insee en 2022.
Elle est située hors unité urbaine et hors attraction des villes,.

### Occupation des sols

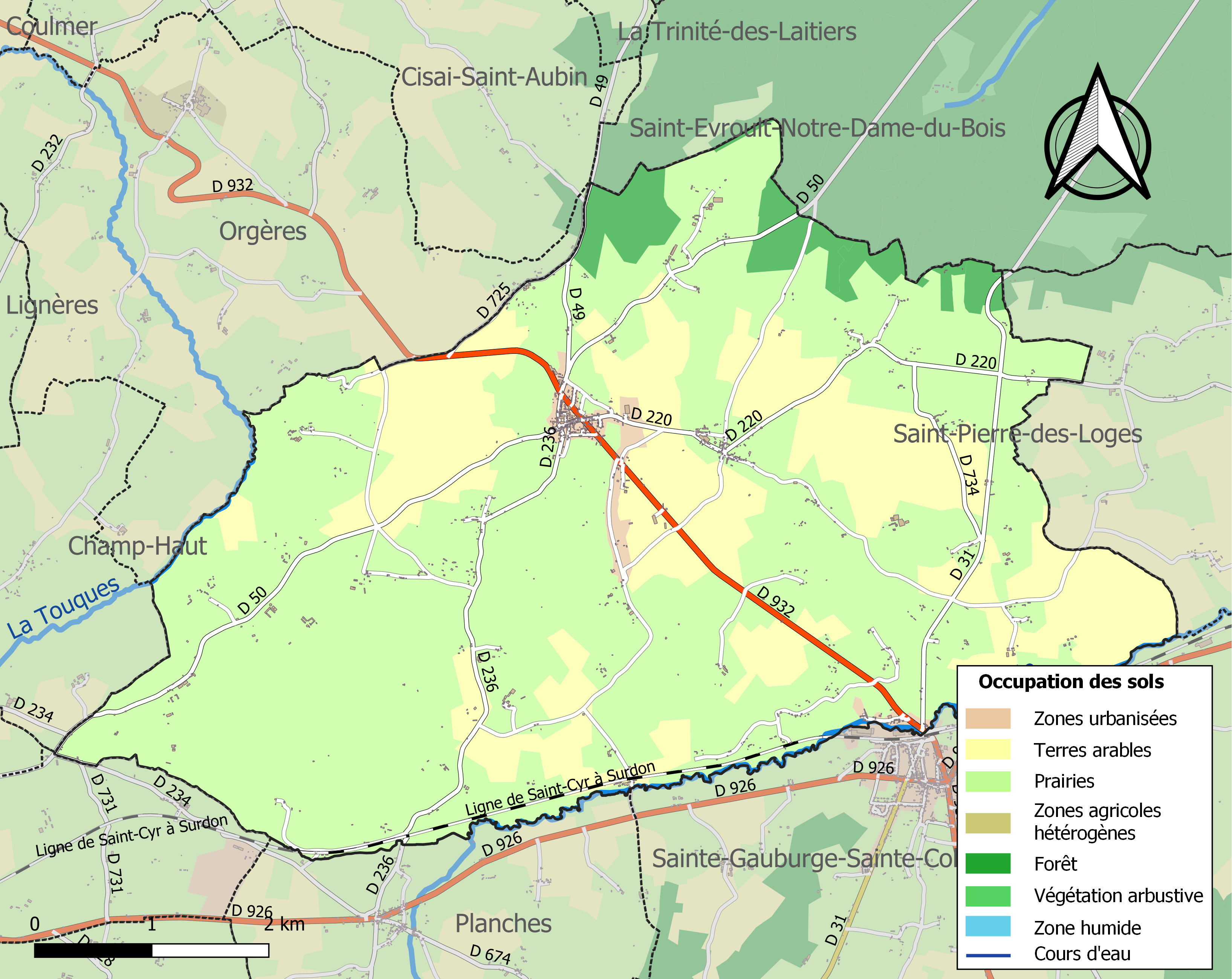
Carte des infrastructures et de l'occupation des sols de la commune en 2018 (CLC).

L'occupation des sols de la commune, telle qu'elle ressort de la base de données européenne d’occupation biophysique des sols Corine Land Cover (CLC), est marquée par l'importance des territoires agricoles (94,5 % en 2018), une proportion identique à celle de 1990 (94,5 %).
La répartition détaillée en 2018 est la suivante : prairies (69,1 %), terres arables (25,4 %), forêts (3,9 %), zones urbanisées (1,6 %).
L'évolution de l’occupation des sols de la commune et de ses infrastructures peut être observée sur les différentes représentations cartographiques du territoire : la carte de Cassini (XVIIIe siècle), la carte d'état-major (1820-1866) et les cartes ou photos aériennes de l'IGN pour la période actuelle (1950 à aujourd'hui).

### Habitat et logement
En 2022, le nombre total de logements dans la commune était de 477, alors qu'il était de 474 en 2017 et de 452 en 2012. 
Parmi ces logements, 94,9 % étaient des résidences principales, 2,8 % des résidences secondaires et 2,3 % des logements vacants. Ces logements étaient pour 0 % d'entre eux des maisons individuelles et pour 0 % des appartements. 
Le tableau ci-dessous présente la typologie des logements à Échauffour en 2022 en comparaison avec celle de l'Orne et de la France entière. Une caractéristique marquante du parc de logements est ainsi la faible proportion des résidences secondaires et logements occasionnels (2,8 %) par rapport au département (19,5 %) et à la France entière (44,1 %). 
| Typologie                                               | Échauffour | Orne | France entière |
| ------------------------------------------------------- | ---------- | ---- | -------------- |
| Résidences principales (en %)                           | 94,9       | 79,6 | 54,8           |
| Résidences secondaires et logements occasionnels (en %) | 2,8        | 19,5 | 44,1           |
| Logements vacants (en %)                                | 2,3        | 0,9  | 1              |

### Énergie
L'entreprise Voltalia a installé à Échauffour cinq éoliennes en 2019, dont une association et certains habitants se plaignent des nuisances.

## Toponymie
Le nom de la localité est attesté sous les formes Escalfo en 1050, et de Scalfou vers 1053.
Le toponyme serait lié à la présence de fours à chaux : ès chaufours (ancien français : « en les fours à chaux »),. Il peut également être issu de l'ancien français escalé (« fendu, éclaté ») et fou (« hêtre »). François de Beaurepaire propose d'y voir un « escale fou » au sens de « lieu où l'on abat des hêtres », du verbe vieux français escaler associé au dialectal fou, (hêtre).
Une légende, rapportée par Orderic Vital dans l'Histoire de Normandie, conte que le diable a été enfermé dans un four brûlant par Saint Évroult et que ses cris « Est chaud four ! Est chaud four ! » auraient fourni le nom du village.

## Histoire

### Moyen Âge
Échauffour restera pendant quelques siècles, jusqu'au XIVe siècle, l’une des forteresses les plus importantes de Normandie, propriété des seigneurs Giroie. Rendue presque imprenable par ses défenses naturelles sur son sommet, elle commandait les communications entre la Basse-Normandie, le Maine, le Perche et l’Ile-de-France. Lorsqu’elle fut reprise aux Anglais par Guillaume VIII du Merle en 1364 avec l’aide de du Guesclin, elle formait, aux dires de l'historien Léopold Delisle, le château non royal le plus puissant que les Anglo-Navarrais tenaient en France.

### Temps modernes
Dans la première moitié du XVIe siècle, la paroisse a pour seigneur et baron Pierre Le Gris, mort vers 1522, et époux de Jeanne de Thieuville, dame châtelaine de Tollevast, Sainte-Croix, Montfiquet et Monfréville.

### Époque contemporaine
La congrégation catholique  des Sœurs de l'Éducation Chrétienne est fondée par l'abbé Louis Lafosse, curé d'Échauffour et Mère Marie-Anne Dutertre le 21 novembre 1817
Le chemin de fer dessert la commune avec la mise en service par la Compagnie des chemins de fer de l'Ouest, en 1880, de la section de Sainte-Gauburge à Gacé de la ligne de Sainte-Gauburge à Mesnil-Mauger et, en 1881, de la ligne d'Échauffour à Bernay, facilitant les déplacements des personnes et le transport des marchandises. Le service voyageur de ces lignes cesse en 1938.

## Politique et administration

### Rattachements administratifs et électoraux

#### Rattachements administratifs
La commune se trouvait dans l'arrondissement d'Argentan du département de l'Orne. Elle est intégrée à l'arrondissement de Mortagne-au-Perche par un arrêté du préfet de région du 20 décembre 2016.  
Elle faisait partie depuis 1801 du canton du Merlerault. Dans le cadre du redécoupage cantonal de 2014 en France, cette circonscription administrative territoriale a disparu, et le canton n'est plus qu'une circonscription électorale.

#### Rattachements électoraux
Pour les élections départementales, la commune fait partie depuis 2014 du canton de Rai.
Pour l'élection des députés, elle fait partie de la deuxième circonscription de l'Orne.

### Intercommunalité
Échauffour était membre de la petite communauté de communes de la Vallée de la Risle, un établissement public de coopération intercommunale (EPCI) à fiscalité propre créé en 1995 et auquel la commune avait transféré un certain nombre de ses compétences, dans les conditions déterminées par le code général des collectivités territoriales.
Conformément aux prescriptions de la loi de réforme des collectivités territoriales du 16 décembre 2010, qui a prévu le renforcement et la simplification des intercommunalités et la constitution de structures intercommunales de grande taille, celle-ci a fusionné avec la communauté de communes du Pays du Merlerault pour former, le 1er janvier 2013, la communauté de communes des Vallées du Merlerault.
Une nouvelle fusion intervient dans le cadre des dispositions de la loi portant nouvelle organisation territoriale de la République du 7 août 2015, qui prévoit que les établissements publics de coopération intercommunale (EPCI) à fiscalité propre doivent avoir un minimum de 15 000 habitants, cette intercommunalité a fusionné avec ses voisines pour former, le 1er janvier 2017, la communauté de communes des Vallées d'Auge et du Merlerault, dont est désormais membre la commune.

### Administration municipale
Compte tenu de la population de la commune, son conseil municipal est composé de quinze membres dont le maire et ses adjoints.

### Liste des maires
| Période                                  | Période                      | Identité                      | Étiquette | Qualité                                                                        |
| ---------------------------------------- | ---------------------------- | ----------------------------- | --------- | ------------------------------------------------------------------------------ |
| Les données manquantes sont à compléter. |                              |                               |           |                                                                                |
|                                          |                              |                               |           |                                                                                |
| 1810                                     |                              | M. Lefrère                    |           |                                                                                |
|                                          | 1815                         | M. Estelle                    |           |                                                                                |
| 1815                                     | 1826                         | Jacques Bonhomme              |           |                                                                                |
| 1826                                     | 1837                         | Pierre Daupley                |           |                                                                                |
| 1837                                     | 1857                         | Nicolas Gabriel Couppey       |           |                                                                                |
| 1857                                     | 1882                         | Jacques Théodore Chesnel      |           |                                                                                |
| 1882                                     | 1884                         | Pierre François Eugène Fleury |           |                                                                                |
| 1884                                     | 1908                         | Gustave Théodore Chesnel      |           |                                                                                |
|                                          |                              |                               |           |                                                                                |
| 1935                                     |                              | M. Delaunay                   |           |                                                                                |
|                                          |                              |                               |           |                                                                                |
| 1955                                     | après 1977                   | M. Ligneul                    |           |                                                                                |
| mars 1983                                | juin 1995                    | Claude Duvaldestin            |           |                                                                                |
| juin 1995                                | mars 2008                    | Claude Burin                  |           | Exploitant agricole                                                            |
| mars 2008                                | mai 2020                     | Luc Féret                     |           | Exploitant agricole Président de la CC des Vallées du Merlerault (2014 → 2016) |
| mai 2020,                                | En cours (au 6 janvier 2025) | Didier Duvaldestin            |           | Ingénieur Conseiller départemental de Rai (2025 → )                            |

### Jumelage
La commune a été jumelée de 1977 à 2022 avec celle alsacienne de Engwiller

## Population et société
Le gentilé est Échauffourien.

### Démographie
L'évolution du nombre d'habitants est connue à travers les recensements de la population effectués dans la commune depuis 1793. Pour les communes de moins de 10 000 habitants, une enquête de recensement portant sur toute la population est réalisée tous les cinq ans, les populations de référence des années intermédiaires étant quant à elles estimées par interpolation ou extrapolation. Pour la commune, le premier recensement exhaustif entrant dans le cadre du nouveau dispositif a été réalisé en 2004.

En 2022, la commune comptait 730 habitants, en évolution de −1,62 % par rapport à 2016 (Orne : −3,21 %, France hors Mayotte : +2,11 %).
| 1793  | 1800  | 1806  | 1821  | 1836  | 1841  | 1846  | 1851  | 1856  |
| ----- | ----- | ----- | ----- | ----- | ----- | ----- | ----- | ----- |
| 2 094 | 2 002 | 2 199 | 1 996 | 1 705 | 1 612 | 1 594 | 1 531 | 1 424 |

| 1861  | 1866  | 1872  | 1876  | 1881  | 1886  | 1891  | 1896  | 1901  |
| ----- | ----- | ----- | ----- | ----- | ----- | ----- | ----- | ----- |
| 1 426 | 1 414 | 1 369 | 1 363 | 1 510 | 1 410 | 1 378 | 1 256 | 1 241 |

| 1906  | 1911  | 1921  | 1926  | 1931  | 1936  | 1946  | 1954  | 1962  |
| ----- | ----- | ----- | ----- | ----- | ----- | ----- | ----- | ----- |
| 1 096 | 1 148 | 1 154 | 1 258 | 1 271 | 1 212 | 1 209 | 1 193 | 1 139 |

| 1968  | 1975  | 1982 | 1990 | 1999 | 2004 | 2006 | 2009 | 2014 |
| ----- | ----- | ---- | ---- | ---- | ---- | ---- | ---- | ---- |
| 1 005 | 1 005 | 836  | 735  | 764  | 797  | 799  | 739  | 747  |

| 2019 | 2022 | - | - | - | - | - | - | - |
| ---- | ---- | - | - | - | - | - | - | - |
| 742  | 730  | - | - | - | - | - | - | - |

Échauffour a compté jusqu'à 2 199 habitants en 1806.

### Sports et loisirs
L'Union sportive d'Échauffour a fait évoluer une équipe de football en division de district jusqu'en 2012.

## Culture locale et patrimoine

### Lieux et monuments
La commune compte un monument historique : 
- Les trois menhirs des Crouttes, datant du Néolithique,  Classé MH (1927)[50].

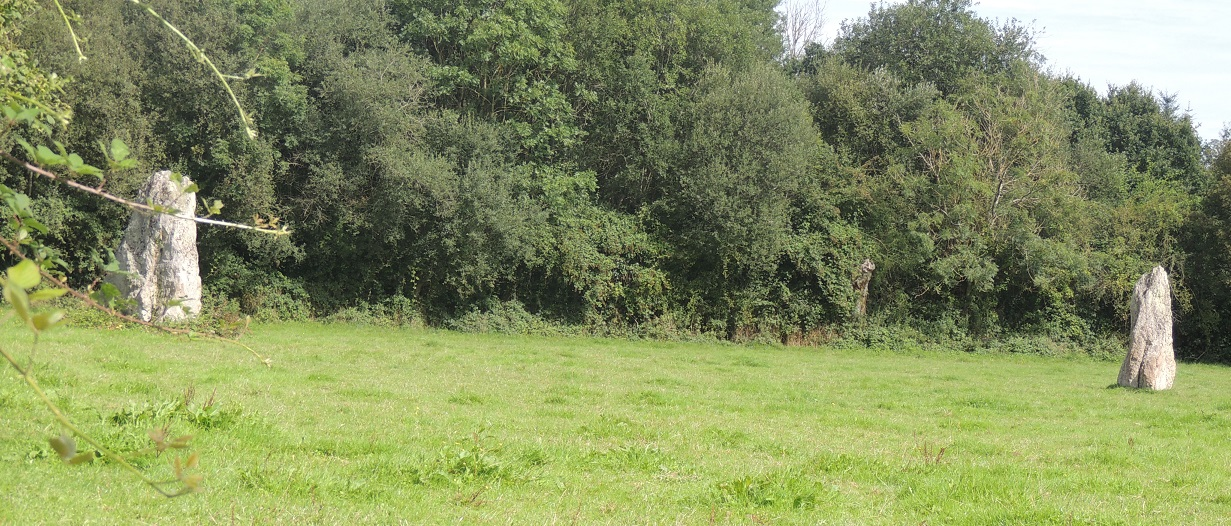
Deux des trois menhirs des Crouttes.

On peut également signaler :
- les deux églises : 
  - Église Saint-André, ancien prieuré bénédictin de l'abbaye de Saint-Évroult,  réédifiée  dans la seconde moitié du XVe siècle et restaurée en 1826[51], dotée d'un orgue de 1870 du facteur Joseph Merklin[52].
  - Église  Saint-Germain

Les deux édifices abritent de nombreuses œuvres classées au titre objets aux monuments historiques

L'église Saint-André
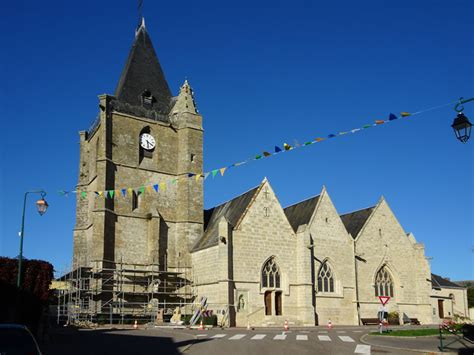
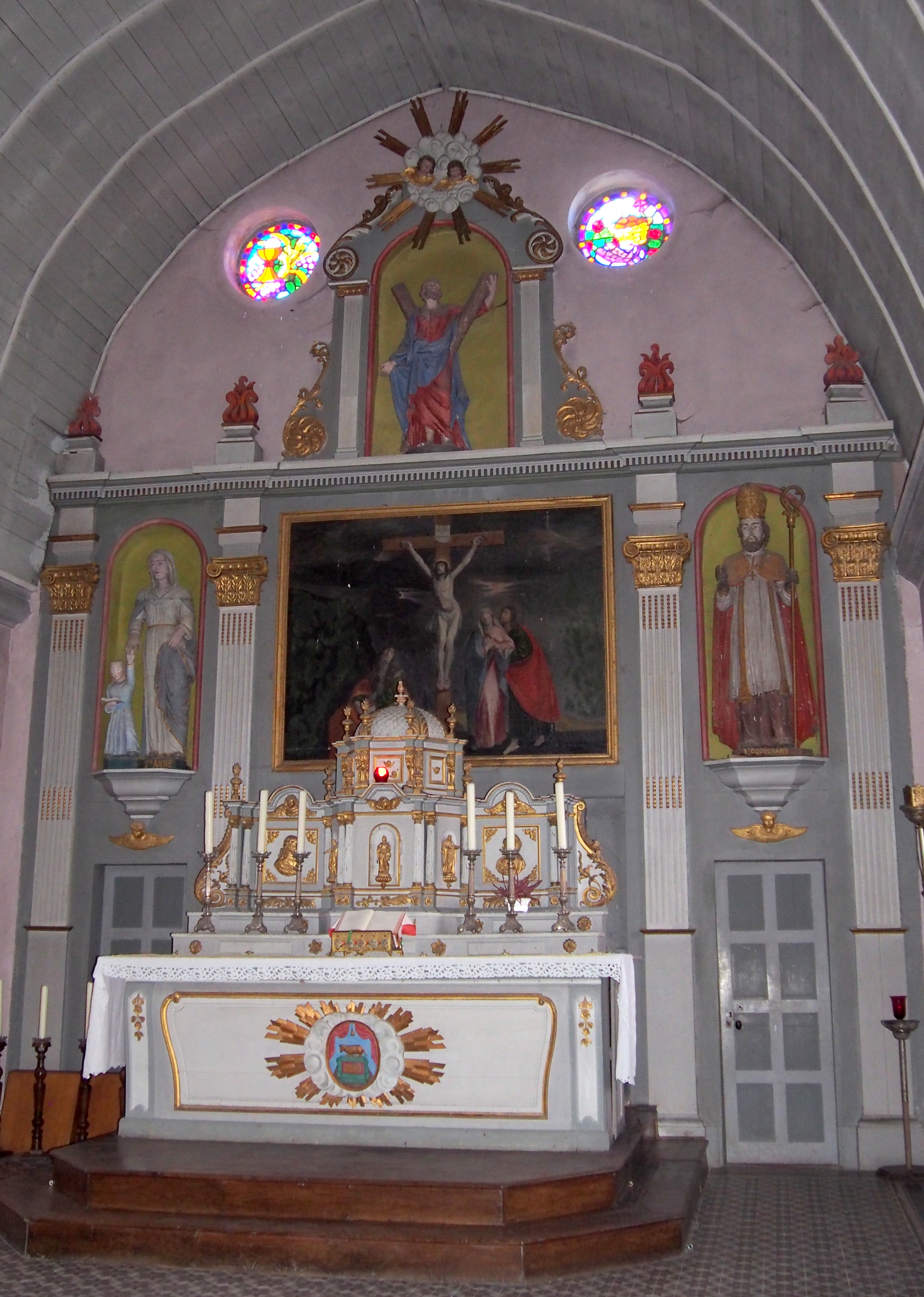
Le maître-autel.
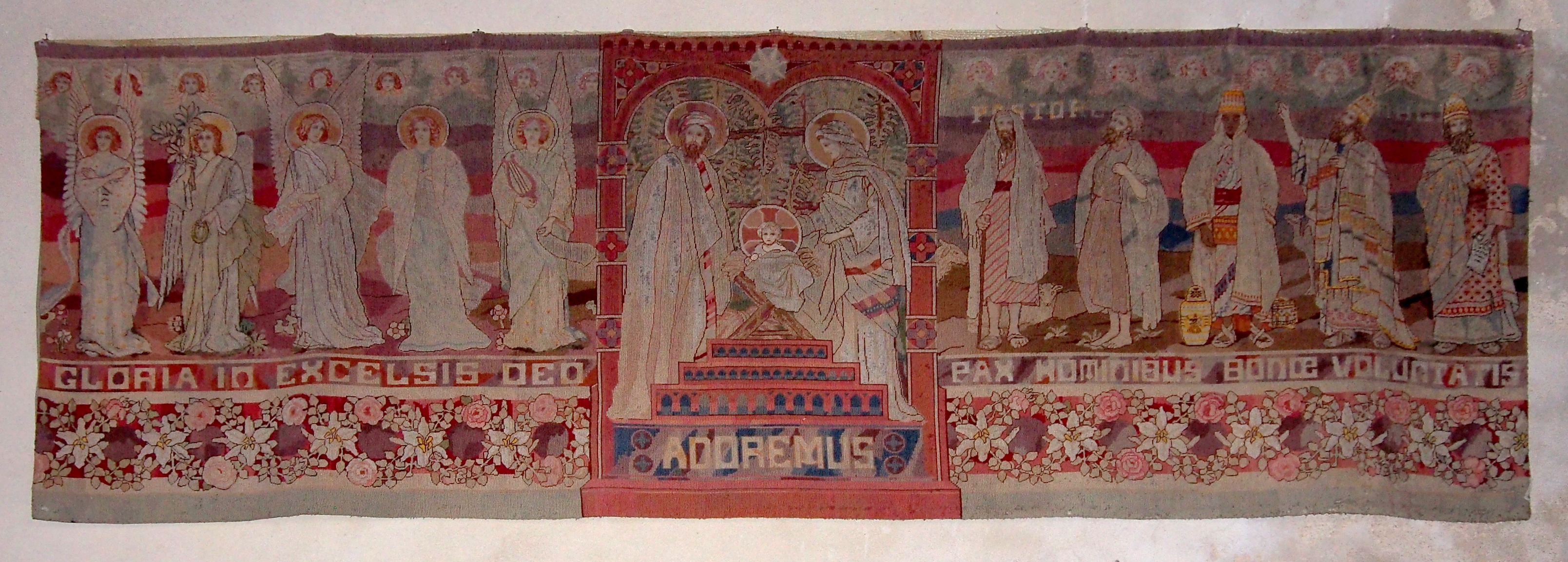
Tapisserie de l'Adoration des mages provenant de la cathédrale de Sées  Inscrit MH (1989)
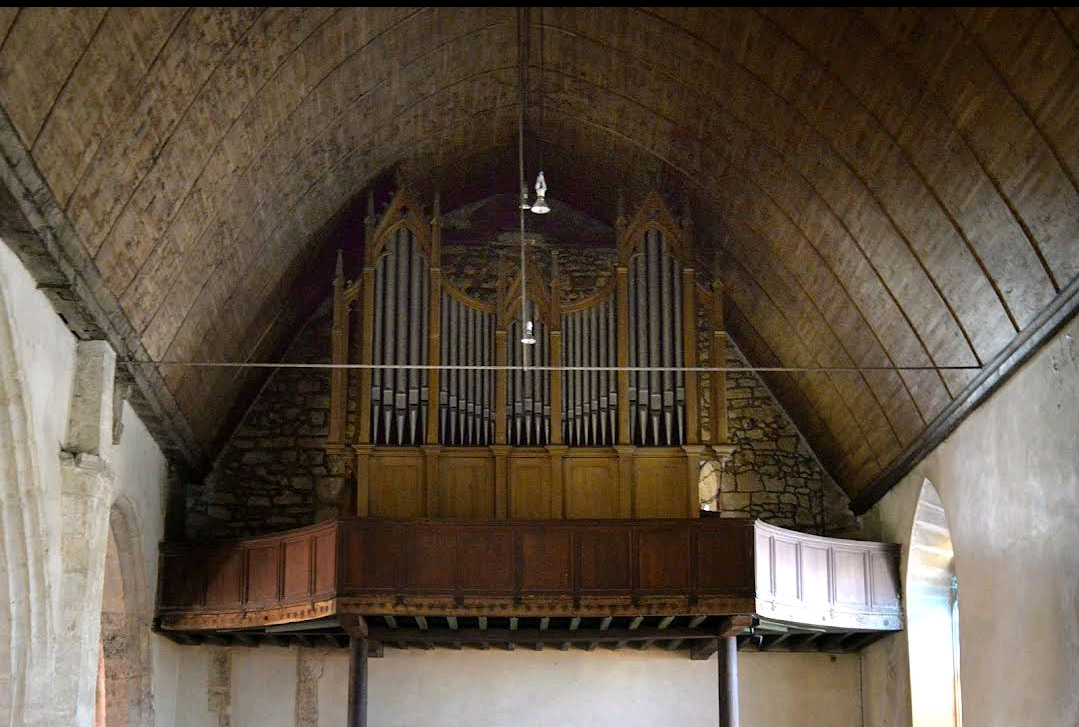
L'orgue Merklin-Schütze.

- Le château fort construit vers l'an mil par Helgon après attribution du domaine par Richard II de Normandie et appartenant à la famille Giroie par mariage jusqu'au XIVe siècle est remplacé au XVe siècle par une maison forte. Le logis est remanié et agrandi au XVIIIe siècle. La ferme du XVIIIe siècle est remaniée au XIXe siècle. Chapelle du XVe siècle.

- Au lieu-dit Vieux bourg, le château du XVIIIe siècle où résida le marquis de Sade. Aucune plaque n'indique ce séjour.

- Manoir à La Beauvoisinière du XVIIe siècle et remanié au XIXe siècle, abritant un haras de trotteurs créé en 1925 par François Bertin et comprenant de nouveaux bâtiments construits à côté des anciens de 1925 à 1928[54].

- Mairie, construite au milieu du XIXe siècle en remplacement de l'ancienne, détruite par un incendie en 1815[55].

- Dolmen dit la Pierre Levée aux Brossettes[56].

- L'ancienne gare, devenue propriété privée.

- Ancienne école des Sœurs de l'Éducation Chrétienne fondé par Marie-Anne Dutertre dans sa maison familiale, édifiée en 1817 et 1853, fermée en juin 2011 et devenue propriété privée. La chapelle funéraire est construite en 1853, afin d'abriter le corps de l'abbé Lafosse, fondateur de l'ordre et curé de la paroisse[57],[34].

- Maisons et fermes datant des XVe, XVIIe, XVIIIe et XIXe siècles[58].

- Auberge du Grand Saint-André, place de l'Église, maison datant du début du XIXe siècle et  transformée en 1877 par l'écrivain Paul Harel, en auberge[59].

- Ancienne tréfilerie au Moulin de Launay, sur la Risle, construite en 1825 par Pierre Charles Gibory en amont de son moulin à blé. En 1841, avec ses 120 ouvriers, elle transformait 150 tonnes de fer cylindré et 100 tonnes de fil de fer en 145 tonnes de fil de fer tréfilé et cent tonnes de pointes et clous. L'entreprise cesse son activité vers 1870 et les locaux sont occupés par une scierie en 1943. Toute les activités cessent vers 1963[60].

- Ancienne tréfilerie de Sainte-Colombe à La Farcière construite en 1824 pour Jacques François Fleury à l'emplacement d'un moulin à farine sur la Risle pour la production de cardes. En 1841, l'usine produisait 90 tonnes de fil à carder à partir de 80 à cent tonnes.de fil de fer tréfilé. 
Vers 1904, les bâtiments sont achetés vers 1904 par la S.A. le Domaine du Tremblay qui y installe une laiterie-fromagerie, dont l'activité cesse après 1970. Elle employait environ vingt ouvriers en 1919[61].

- Croix de chemin en fer du XVIIIe siècle[62].

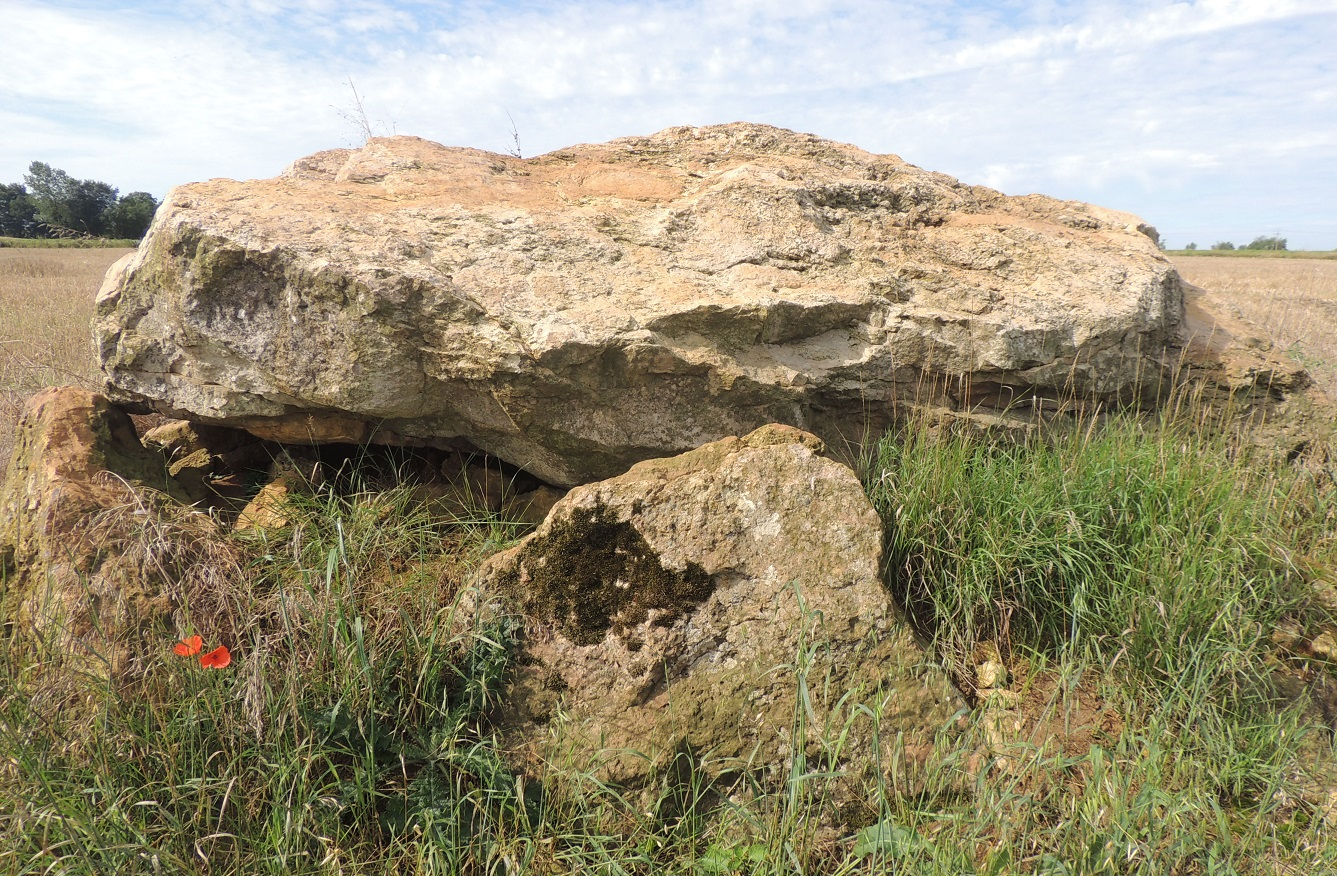
Le dolmen de la Pierre levée.
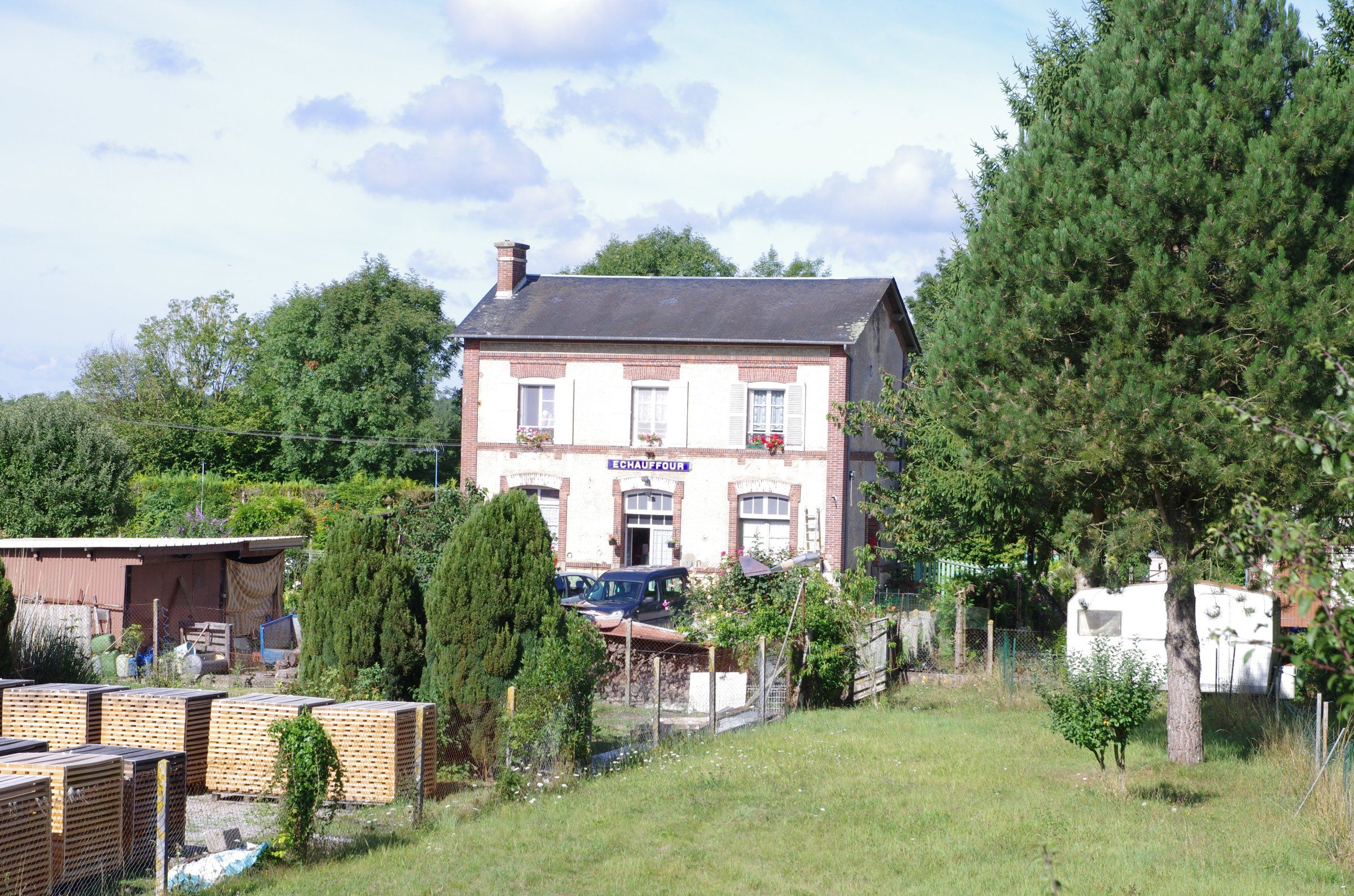
L'ancienne gare en 2015.

### Personnalités liées à la commune

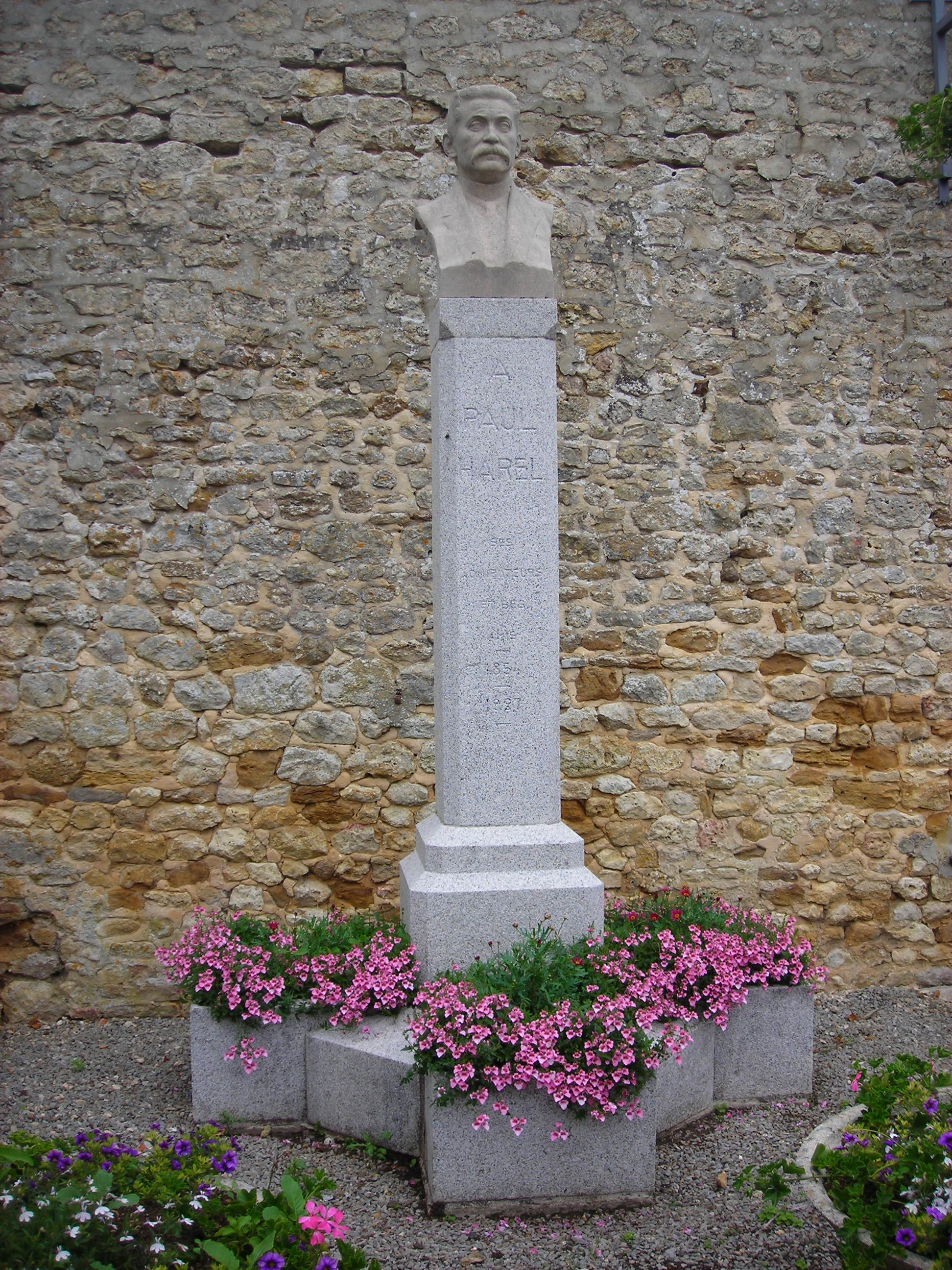
Le buste de Paul Harel.

- En 1763, à la suite d'un premier scandale, l'affaire Jeanne Testard, le marquis de Sade est assigné à résidence pendant quatre mois au château d'Échauffour, propriété de son beau-père, Claude-René de Montreuil, président à la cour des aides de Paris. La marquise de Sade, Renée-Pélagie de Montreuil, après sa séparation avec le marquis en 1790, résidera au château avec sa fille la plus grande partie de l'année jusqu'à sa mort en 1810. On peut lire encore aujourd'hui leurs noms gravés sur la pierre tombale, dans le petit cimetière du village.
- Paul Harel (1854 - 1927), poète, aubergiste et homme de presse, y est né.
- Marie-Thérèse Auffray (1912-1990), artiste-peintre du courant expressionniste et héroïne de la Seconde Guerre mondiale[63],[64], et sa compagne Noëlle Guillou, également résistante à Échauffour, ouvrent après guerre dans la commune l'établissement Le Bateau ivre[65], complexe multiservice qui fait auberge, café, maison de la presse et dancing[66].

## Pour approfondir